# Cucerirea Meccăi
Cucerirea Meccăi a fost un eveniment deosebit de important pentru istoria religiei islamice și evoluția acesteia. Acest eveniment a coincis sfârșitul războaielor dintre arabii musulmani și tribul Quraish al arabilor politeiști. Victoria a fost a musulmanilor.

## Istorie
În anul 628 d.Hr, quraishii din Mecca și musulmanii din Medina au semnat un armistițiu de 10 ani numit Tratatul de la Hudaybiyyah. Conform tratatului, triburile arabe aveau posibilitatea de a se alia cu una dintre părți, cu quraishii sau cu musulmanii. Prin urmare, tribul Banu Bakr s-a aliat cu tribul Quraish, iar tribul Khuza'ah s-a aliat cu Profetul Mahomed.
Astfel, au trăit în pace o perioadă de timp, până când tribul Banu Bakr i-a atacat pe cei din tribul Khuza'ah și i-a masacrat pe mulți din ei fără milă. Curând, o delegație a tribului Khuza'ah a ajuns la Medina pentru al informa pe Mahomed că armistițiul a fost încălcat și i-au cerut ajutorul.
După ce  Abu Sufyan, liderul tribului Quraish a părăsit Mecca pentru a se întâlni cu aliații săi, Mahomed a dat ordinul să se formeze o mare armată, obiectivul operațiunii fiind cucerirea orașului. Foarte multe triburi s-au aliat cu Mahomed, astfel armata sa ajungând la un număr de 10.000 de oameni. Profetul, le-a încredințat comanda armatei lui Khalid ibn al-Walid și lui Ali, vărul său, și și-a îndemnat oameni să folosească torțe pentru a-i speria pe inamici.
Orașul a fost cucerit aproape fără violență, i-ar Abu Sufyan și aliații săi au capitulat și s-au convertit la islam, desemnândul pe Mahomed lider al orașului. Foarte important este faptul că Mahomed a ordonat imediat distrugerea zeilor păgâni dinprejurul Kaabei, proclamând altarul drept cel mai sfânt loc al islamului și loc de pelerinaj.